# Hollywood Boulevard

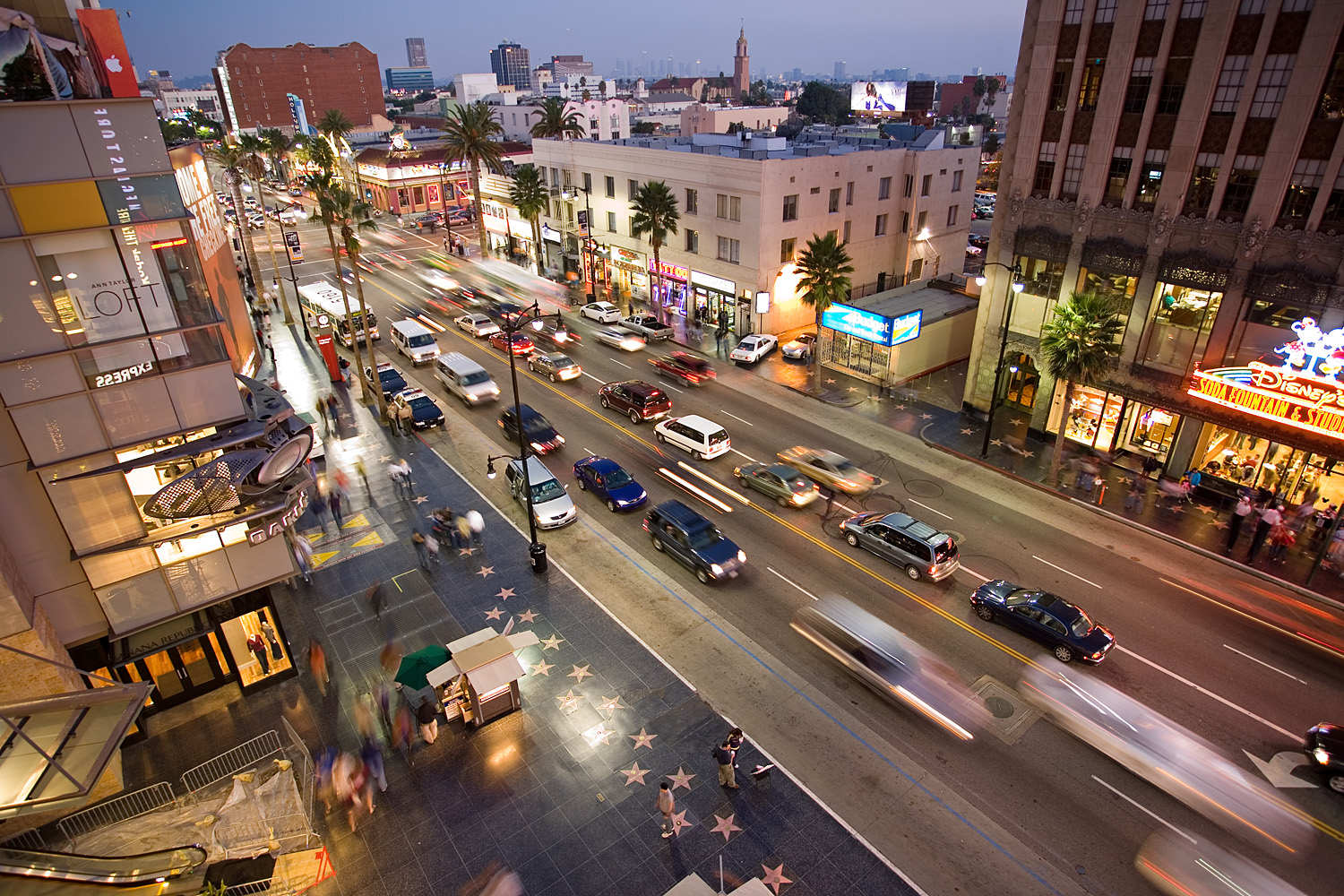
Hollywood Boulevard från Kodak Theatre och med Hollywood Walk of Fame på båda sidorna.

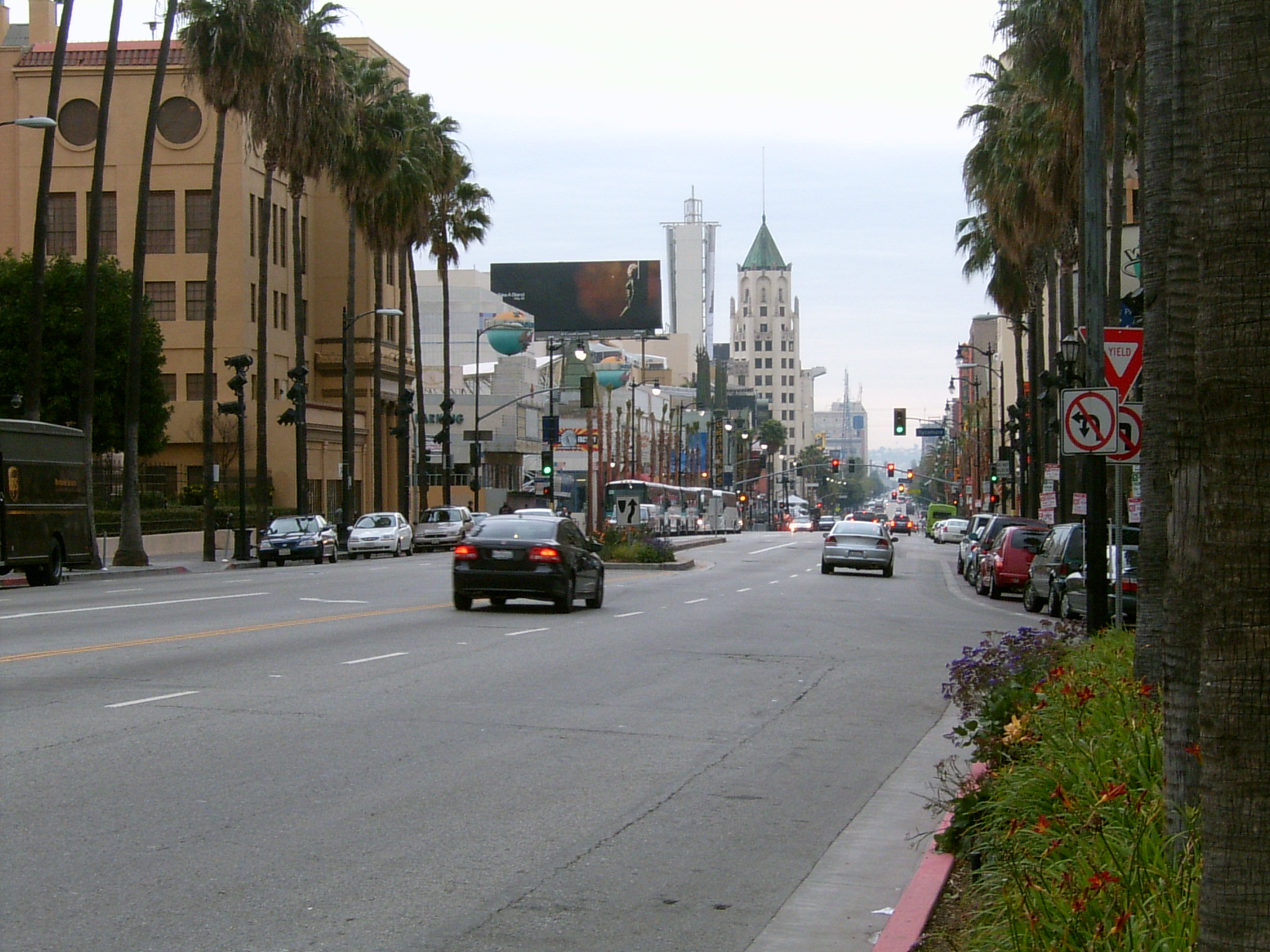
Hollywood Blvd vid Hollywood & Highland

Hollywood Boulevard är en aveny i Los Angeles, Kalifornien, USA som börjar vid Sunset Boulevard i öst och går nordväst till Vermont Avenue där den rätar ut sig vid Laurel Canyon Boulevard. Väst om Laurel Canyon fortsätter den som en mindre väg bland bostadskvarter innan den slutar vid Sunset Plaza Drive.
1958 byggdes Hollywood Walk of Fame på Hollywood Boulevard som går från Gower Street till La Brea Avenue. På senare år[när?] har man gjort stora åtgärder för att städa upp och förbättra Hollywood Boulevard då den har haft ett rykte om sig att vara kriminell och sliten.

## Landmärken
- Bob Hope Square (Hollywood and Vine)
- Grauman's Chinese Theatre
- Grauman's Egyptian Theatre
- El Capitan Theatre
- Frederick's of Hollywood
- Hollywood and Highland
- Hollywood Roosevelt Hotel
- Hollywood Walk of Fame
- Hollywood Wax Museum
- Janes House
- Kodak Theatre
- Masonic Temple
- Musso & Frank Grill
- Pantages Theatre
- Pig 'N Whistle
- Ripley's Believe It Or Not! Odditorium